# Airolo-Quinto
Airolo-Quinto war der Name einer geplanten Fusionsgemeinde im Kanton Tessin, Schweiz.
Die neue politische Gemeinde sollte aus den bestehenden Gemeinden Airolo und Quinto entstehen. Ein Fusionstermin war noch nicht festgelegt.